# Robert-Schumann-Preis
Der Robert-Schumann-Preis wird seit 1964 von der Stadt Zwickau an „hervorragende Dirigenten, Instrumentalisten, Sänger, Klangkörper oder Institutionen des deutschen und internationalen Musiklebens“ verliehen.

## Historie
Der Robert-Schumann-Preis erinnert an den Komponisten Robert Schumann, der in Zwickau geboren wurde, und wurde erstmals 1943 und seit 1964 jährlich verliehen. Seit 2003 wird der Preis im zweijährlichen Rhythmus vergeben. Er ist derzeit mit 10.000 Euro dotiert.
Es werden hochrangige Personen, Klangkörper oder Institutionen des deutschen und internationalen Musiklebens ausgezeichnet, denen ein besonderes Verdienst um die Verbreitung der musikalischen Werke Schumanns und der Erforschung seines Lebens und Schaffens zukommt.
Ebenfalls in Zwickau finden zwei internationale Schumann-Wettbewerbe statt: der Internationale Robert-Schumann-Wettbewerb für Klavier und Gesang und alle vier Jahre der Internationale Robert-Schumann-Chorwettbewerb.

## Preisträger

### 21. Jahrhundert
- 2023: Christian Gerhaher/Gerold Huber und Florian Uhlig
- 2021: Thomas Synofzik[1]
- 2019: Ragna Schirmer und Janina Klassen
- 2017: Heinz Holliger
- 2015: Robert-Schumann-Forschungsstelle
- 2013: Jon W. Finson, Ulf Wallin
- 2011: András Schiff
- 2009: Reinhard Kapp, Michael Struck
- 2007: Margit L. McCorkle, Anton Kuerti
- 2005: Daniel Barenboim
- 2003: Joachim Draheim, Juliane Banse
- 2002: Alfred Brendel
- 2001: John Eliot Gardiner
- 2000: Olga Loseva, Steven Isserlis

### 20. Jahrhundert
- 1999: Altenberg Trio (Claus Christian Schuster, Amiram Ganz, Martin Hornstein), Ernst Burger
- 1998: Linda Correll Roesner, Olaf Bär
- 1997: Nikolaus Harnoncourt
- 1996: Nancy B. Reich, Bernhard R. Appel
- 1995: Hansheinz Schneeberger, Dieter-Gerhardt Worm
- 1994: Wolfgang Sawallisch
- 1993: Jozef De Beenhouwer
- 1992: ABEGG TRIO (Birgit Erichson, Ulrich Beetz, Gerrit Zitterbart), Gisela Schäfer
- 1991: Joan Chissell
- 1990: Hartmut Höll, Günther Müller
- 1989: Pavel Egorov, Bernard Ringeissen
- 1988: Albrecht Hofmann
- 1987: Dietrich Fischer-Dieskau
- 1986: Jörg Demus, Gerd Nauhaus
- 1985: Pawel Lissizian, Jacob Lateiner
- 1984: Gustáv Papp, Dezsö Ránki
- 1983: Rudolf Fischer, Eva Fleischer
- 1982: Mitsuko Shirai, Peter Rösel
- 1981: Kurt Masur, Halina Czerny-Stefanska
- 1980: Theo Adam, Miklós Forrai
- 1979: Hanne-Lore Kuhse, František Rauch
- 1978: Gertraud Geißler, Hans Joachim Köhler
- 1977: Rudolf Kehrer, Herbert Kaliga
- 1976: Sigrid Kehl, Eliso Virsaladze
- 1975: Sara Doluchanowa, Hélène Boschi
- 1974: Amadeus Webersinke, Nelly Akopjan
- 1973: Emil Gilels, Elisabeth Breul
- 1972: Ekkehard Otto, Maria Maxakowa
- 1971: Günther Leib, Tatjana Nikolajewa
- 1970: Dmitri Baschkirow, Martin Schoppe
- 1969: Peter Schreier, Herbert Schulze
- 1968: Swjatoslaw Richter, Robert-Schumann-Konservatorium Zwickau
- 1967: Olivier Alain, Orchester der Bühnen der Stadt Zwickau
- 1966: Daniel Shitomirski, Dieter Zechlin
- 1965: Karl Laux, Lore Fischer
- 1964: Georg Eismann, Hans Storck, Annerose Schmidt

## Vorgeschichte
Der Oberbürgermeister der Stadt Zwickau ehrte Paul Gerhardt anlässlich von dessen 75. Geburtstag am 10. November 1942 für sein Lebenswerk, dessen größter Teil mit Zwickau verbunden war, mit einem Robert-Schumann-Preis.
1943 wurde ein Robert Schumann-Preis, der mit 5.000 Reichsmark dotiert war, an Wolfgang Boetticher verliehen, der mehrere Werke über Robert Schumann veröffentlicht hatte.